# Allium decipiens
Allium decipiens là một loài thực vật có hoa trong họ Amaryllidaceae. Loài này được Fisch. ex Schult. & Schult.f. mô tả khoa học đầu tiên năm 1830.